# Island (Band)
Island war eine kurzlebige zypriotische Schlagerband.

## Hintergrund
Sie wurde speziell für den Eurovision Song Contest 1981 in Dublin gegründet. Mit dem Schlager Monica kam die Gruppe auf den sechsten Platz. 
Die Mitglieder waren Alexia Vassiliou, Areti Kassapi, Aristos Moskovatis, Roger Lee und Doros Georgiadis.